# Dysdera arganoi
Dysdera arganoi este o specie de păianjeni din genul Dysdera, familia Dysderidae, descrisă de Gasparo în anul 2004.
Este endemică în Italia. Conform Catalogue of Life specia Dysdera arganoi nu are subspecii cunoscute.